# Ville-le-Marclet

Ville-le-Marclet este o comună în departamentul Somme, Franța. În 1 ianuarie 2022 avea o populație de 464 de locuitori.